# Le Crabe aux pinces d'or
Le Crabe aux pinces d'or è un film di animazione stop-motion del 1947 diretto da Claude Misonne.
È il primo adattamento cinematografico dell'episodio omonimo della striscia a fumetti belga Le avventure di Tintin, creata nel 1929 da Hergé.
Fu proiettato pubblicamente solo in due occasioni: nella première all'ABC Cinema l'11 gennaio 1947 per un gruppo ristretto di invitati, la seconda per il pubblico il 21 dicembre dello stesso anno, quando il produttore Bouchery dichiarò bancarotta e fuggì in Argentina.
Tutto il materiale e l'attrezzatura di produzione fu posto sotto sequestro ed una copia della pellicola è attualmente conservata nella Cineteca Reale del Belgio, disponibile alla visione di tutti i membri iscritti al Tintin club.
Il 14 maggio 2008 Pathé ne ha prodotto il DVD per il mercato francese.